# Possessão demoníaca

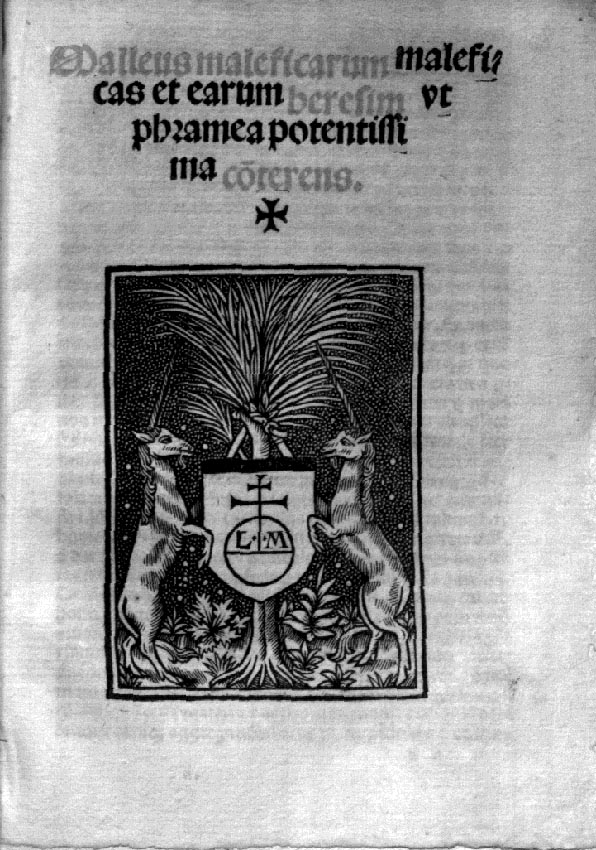
Malleus maleficarum, Lyon, 1519.

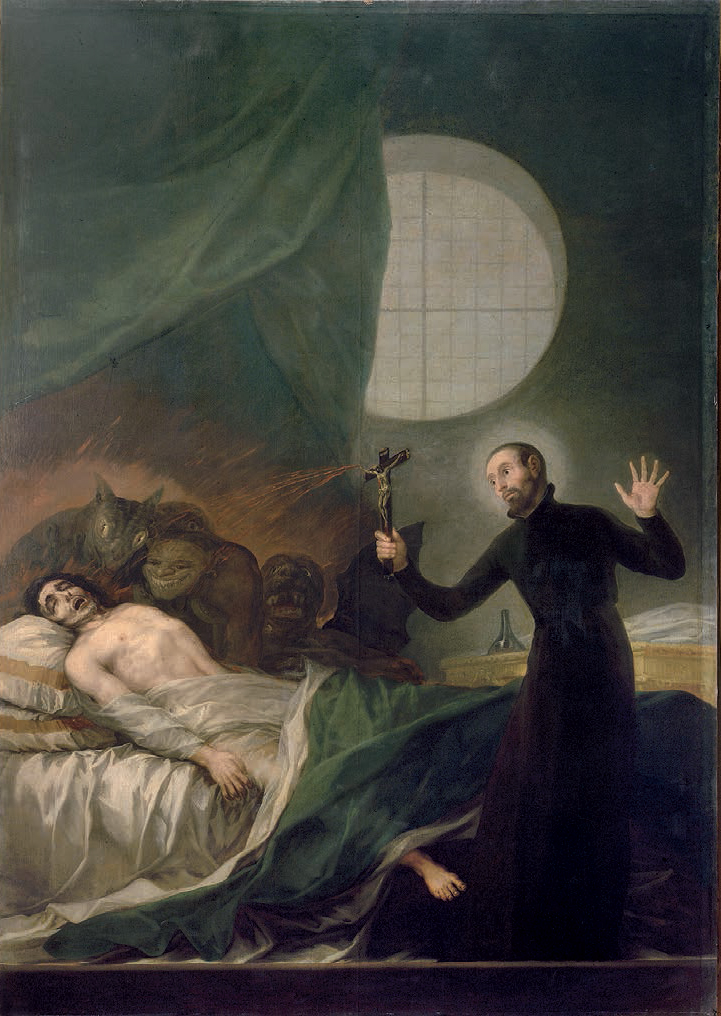
Pintura de Francisco Goya mostrando São Francisco de Borja executando um exorcismo.

Possessão ou possessão demoníaca é, de acordo com muitos sistemas de crença, o controle de um indivíduo (ou em alguns casos, objetos inanimados, como bonecos, ou animais) por um ser maligno ou sobrenatural. Descrições de possessões demoníacas normalmente incluem o prejudicamento da saúde, a mudança de comportamento e, muitas vezes, memórias ou personalidades do subjugado apagadas, junto a convulsões e desmaios como se a pessoa estivesse morrendo. Outras descrições incluem o acesso ao conhecimento oculto (gnosis) e línguas estrangeiras (glossolalia), mudanças drásticas na entonação vocal e estrutura facial, o súbito aparecimento de lesões (arranhões, marcas de mordida) ou lesões e força sobre-humana. Ao contrário da canalização mediúnica ou outras formas de possessão, o indivíduo não tem controle sobre a suposta entidade que o possui e por isso permanece nesse estado até que a entidade seja forçada a deixar a vítima, normalmente através de um exorcismo.
Muitas culturas e religiões contêm algum conceito de possessão demoníaca, mas os detalhes variam consideravelmente. As mais antigas referências à possessão demoníaca vêm dos sumérios, que acreditavam que todas as doenças do corpo e da mente eram causadas por "demônios de doenças" chamados gidim ou gid-dim. Os sacerdotes que praticavam exorcismos nessas nações eram chamados de ashipu (feiticeiro) em oposição a um asu (médico), que aplicava bandagens e pomadas. Muitas tábuas cuneiformes contêm orações para certos deuses pedindo proteção contra os demônios, enquanto outras pedem aos deuses para expulsar os demônios que invadiram seus corpos.
Culturas xamânicas também acreditam em possessões demoníacas e os xamãs realizam os exorcismos. Nessas culturas, as doenças são muitas vezes atribuídas à presença de um espírito vingativo (ou raramente chamado de demônio) no corpo do paciente. Estes espíritos eram mais frequentemente descritos como espectros de animais ou pessoas injustiçadas pelo portador, os ritos de exorcismo geralmente eram compostos de ofertas respeitosas ou ofertas de sacrifício.
O cristianismo afirma que a posse deriva do Diabo, ou seja, Satanás, ou de um de seus demônios. Em muitos sistemas de crença cristãos, Satanás e seus demônios são descritos como anjos caídos. Os mais suscetíveis de serem possuídos são pessoas com limites fracos e baixa auto-estima, o que para céticos acerca da possessão aponta para o envolvimento do ego disfuncional em manifestações deste fenômeno, em vez de reais entidades externas.

## Na Bíblia
A Bíblia apresenta vários casos de possessão demoníaca, no Novo Testamento. O Evangelho, relata frequentemente episódios em que Jesus Cristo expulsa o demónio de pessoas possuídas, tendo esse poder sido transmitido aos seus apóstolos, no dia da Ascensão.
O Ritual do Exorcismo é um sacramental da Igreja Católica que é administrado por um Padre Exorcista, designado pelo Bispo, para libertar pessoas e coisas da possessão.
A causa da possessão demoníaca em pessoas está associada a situações de malefícios realizados contra estas, mau-olhado, participação em rituais de ocultismo, prática de reiki, adivinhação, tarot, magia, etc., bem como idolatria do sexo e vida em pecado mortal.

## Visão científica
A possessão demoníaca não é um diagnóstico psiquiátrico ou médico válido e reconhecido pelo DSM-IV, sendo "reconhecido" pelo CID-10:  item F44.3 (Estados de transe e de possessão) - "Transtornos caracterizados por uma perda transitória da consciência de sua própria identidade, associada a uma conservação perfeita da consciência do meio ambiente. Devem aqui ser incluídos somente os estados de transe involuntários e não desejados, excluídos aqueles de situações admitidas no contexto cultural ou religioso do sujeito".
Aqueles que professam a crença em possessões demoníacas por vezes descrevem sintomas que são comuns a várias doenças mentais, como histeria, mania, psicose, síndrome de Tourette, epilepsia, esquizofrenia ou transtorno dissociativo de identidade. Em casos de transtorno dissociativo de identidade em que a personalidade é questionada quanto à sua identidade, 29% são relatados como possessões de demônios. Além disso, há uma forma de monomania denominada "demoniomania" ou "demonopatia" em que o paciente acredita que está possuído por um ou mais demônios.
A ilusão de que o exorcismo funciona em pessoas com sintomas de possessão é atribuída por alguns ao efeito placebo e ao poder da sugestão. Algumas pessoas supostamente possuídas são realmente narcisistas ou sofrem de baixa auto-estima e agem como uma "pessoa possuída por um demônio" com o propósito de ganhar atenção.
Historicamente, a possessão demoníaca era considerada a causa da loucura. Um dos livros embora um clássico documento, relegado à segundo plano por sua opção religiosa sobre o tema é "A Loucura sob novo prisma" do médico homeopata e cirurgião, espírita, Bezerra de Menezes (1831 — 1900). No desenvolvimento da psiquiatra no Brasil esse tema também foi abordado sobretudo pela escola baiana, entre outros sobretudo por Nina Rodrigues (1862 — 1906) que apesar da carga de preconceitos e patologização de manifestações religiosas (interpretando estas como manifestações epilépticas ou histéricas) conseguiu reunir e produzir considerável material etnográfico sobre as religiões africanas tendo como continuadores vultos como Estácio de Lima (1897 — 1984), Arthur Ramos (1903 -1949) entre outros.
A interpretação psicanalítica inaugurou uma forma de estudo até hoje válida, na perspectiva da relação entre o conteúdo religioso e manifestações criminosas. Pode-se tomar como marco dessa abordagem o trabalho de Sigmund Freud “Uma neurose demoníaca do século XVII” (1922).
Hoje em dia considera-se que a maioria dos casos de possessão demoníaca são distúrbios sociológicos, e não patológicos. Dalgalarrondo em estudo de revisão de trabalhos publicados desde o final do século XIX sobre messianismo,  "loucura religiosa" e trabalhos contemporâneos relacionando religião, uso de álcool e drogas, além de algumas condições clínicas (esquizofrenia e suicídio), refere-se à ausência de uma linha de pesquisa que proporcione uma melhor articulação entre investigação empírica e análise teórica dos dados, assim como um diálogo mais próximo da psiquiatria com ciências sociais, como a antropologia e a sociologia da religião para um maior avanço nesta área.

## Cristianismo
Os exorcistas católicos diferenciam entre a atividade ou influência satânica/demoníaca "comum" (tentações mundanas do dia a dia ) e a atividade satânica/demoníaca "extraordinária", que pode assumir seis formas diferentes, que vão desde o controlo completo por Satanás ou demónios até à submissão voluntária:
1. Possessão, em que Satanás ou demónios tomam posse total do corpo de uma pessoa sem o seu consentimento. Esta posse ocorre geralmente como resultado das ações de uma pessoa; ações que levam a uma maior suscetibilidade à influência de Satanás.
2. Obsessão, que normalmente influencia os sonhos. Inclui ataques súbitos de pensamentos irracionais obsessivos, culminando geralmente em ideação suicida.
3. Opressão, em que não há perda de consciência nem ação involuntária, como no bíblico Livro de Jó em que Jó foi atormentado por Satanás por uma série de infortúnios nos negócios, nos bens materiais, na família e na saúde.
4. Dor física externa causada por Satanás ou demónios.
5. Infestação, que afeta casas, objetos/coisas ou animais; e
6. Sujeição, em que uma pessoa se submete voluntariamente a Satanás ou aos demónios.

No Ritual Romano, a verdadeira possessão demoníaca ou satânica tem sido caracterizada desde a Idade Média, pelas quatro características típicas seguintes:
1. Manifestação de força sobre-humana.
2. Falar em línguas ou línguas que a vítima não conhece.
3. Revelação divina de conhecimento, distante ou oculto, que a vítima não pode conhecer.
4. Raiva blasfema, gestos obscenos com as mãos, uso de profanação e uma aversão a símbolos sagrados, nomes, relíquias ou lugares.

A New Catholic Encyclopedia afirma: "Autoridades eclesiásticas relutam em admitir possessão diabólica na maioria dos casos, porque muitos podem ser explicados apenas por doenças físicas ou mentais. Portanto, exames médicos e psicológicos são necessários antes da realização de um grande exorcismo. O padrão que deve ser atendido é o da certeza moral (De exorcismis, 16). Para que um exorcista tenha certeza moral, ou esteja para além de qualquer dúvida razoável, de que se está perante um caso genuíno de possessão demoníaca, não deve haver outra explicação plausível para o fenómeno em causa".
A doutrina oficial da Igreja Católica Romana afirma que a possessão demoníaca pode ocorrer de forma distinta da doença mental,, mas realça que os casos de doença mental não devem ser diagnosticados erradamente como influência demoníaca. Os exorcismos católicos só podem ocorrer sob a autoridade de um bispo e de acordo com regras rígidas; um exorcismo simples também ocorre durante o baptismo.